# St. Charles (Wirginia)
St. Charles – miasto w Stanach Zjednoczonych, w stanie Wirginia, w hrabstwie Lee.